# Mijailo Jalilov
Mijailo Jalilov (en ucraniano: Михайло Халілов; Mykolaiv, 3 de julio de 1975) es un ciclista profesional ucraniano. Debutó como profesional en 2000.
Es militar y se ha impuesto en una ocasión en el Campeonato del mundo militar de ciclismo en ruta, en su edición de 2006.

## Palmarés
1995
- 2 etapas del Circuito Franco-Belga

1996
- 2.º en el Campeonato de Ucrania en Ruta

2000
- Tour du Faso, más 5 etapas
- 1 etapa en el GP Tell

2002
- 1 etapa del Tour de Bulgaria

2003
- 2 etapas del Tour de Senegal

2005
- Campeonato de Ucrania en Ruta
- 1 etapa de la Vuelta a Asturias

2006
- Hel van het Mergelland

2007
- 3.º en el Campeonato de Ucrania en Ruta

2008
- 1 etapa del Circuito de la Sarthe
- Coppa Sabatini
- GP de la Villa de Rennes
- G. P. Industria y Comercio de Prato
- Memorial Cimurri

## Equipos
- Colombia-Selle Italia (2000-2003)
- ICET (2004)
- LPR Brakes (2005-2006)
- Ceramica Flaminia (2007-2009)
- Katusha (2010)